# George F. Moore (Politiker)
George F. Moore (* 9. März 1861 in Lewisburg, Ohio; † 24. Mai 1938 in Seattle, Washington) war ein US-amerikanischer Politiker. Zwischen 1897 und 1899 war er Vizegouverneur des Bundesstaates Idaho.

## Werdegang
1868 kam George Moore mit seiner Familie nach Kansas, wo er die öffentlichen Schulen besuchte. Danach zog die Familie im Jahr 1877 nach Colorado, wo George seinem Vater in dessen Frachtgeschäft unterstützte. Später war er bis 1891 auch im Bergbau und anderen Branchen tätig. Seit 1891 lebte er in Wallace (Idaho), wo er in der Möbelbranche arbeitete. Politisch wurde er Mitglied der People’s Party, die dann in der Demokratischen Partei aufging.
Im Jahr 1896 wurde Moore an der Seite von Frank Steunenberg zum Vizegouverneur von Idaho gewählt. Dieses Amt bekleidete er zwischen dem 4. Januar 1897 und dem 2. Januar 1899. Dabei war er Stellvertreter des Gouverneurs und Vorsitzender des Staatssenats. Über seine Zeit nach seinem Ausscheiden aus dem Amt des Vizegouverneurs ist in den Quellen nichts überliefert. Er starb am 24. Mai 1938 in Seattle.